# 사랑과 평화의 중완 점령
사랑과 평화의 센트럴 점령(佔領中環, Occupy Central with Love and Peace)은 홍콩의 단체로, 다이야오팅(戴耀廷)이 설립하였다.

## 같이 보기
- 2014년 홍콩 시위